# مرس عنخ الأولى
مرس عنخ الأولى ، هي ملكة مصرية غير حاكمة أو زوجة ملك و أم الملك سنفرو. و قد تكون زوجة الملك حوني، آخر ملوك الأسرة الثالثة.
يظهر اسم مرس عنخ الأولى على جزء من حجر باليرمو ، و ضيعة باسم هذه الملكة منقوش اسمها في قبر باحرنفر في سقارة. ذكر اسمها بجانب ابنها سنفرو في معبد الهرم في ميدوم . يعود تأريخ هذا النقش إلى عهد الملك تحتمس الثالث من عهد الأسرة الثامنة عشر. و هو صيغة قربان لروحي الملك سنفرو و الملكة مرس عنخ.